# Эпоха Просвещения

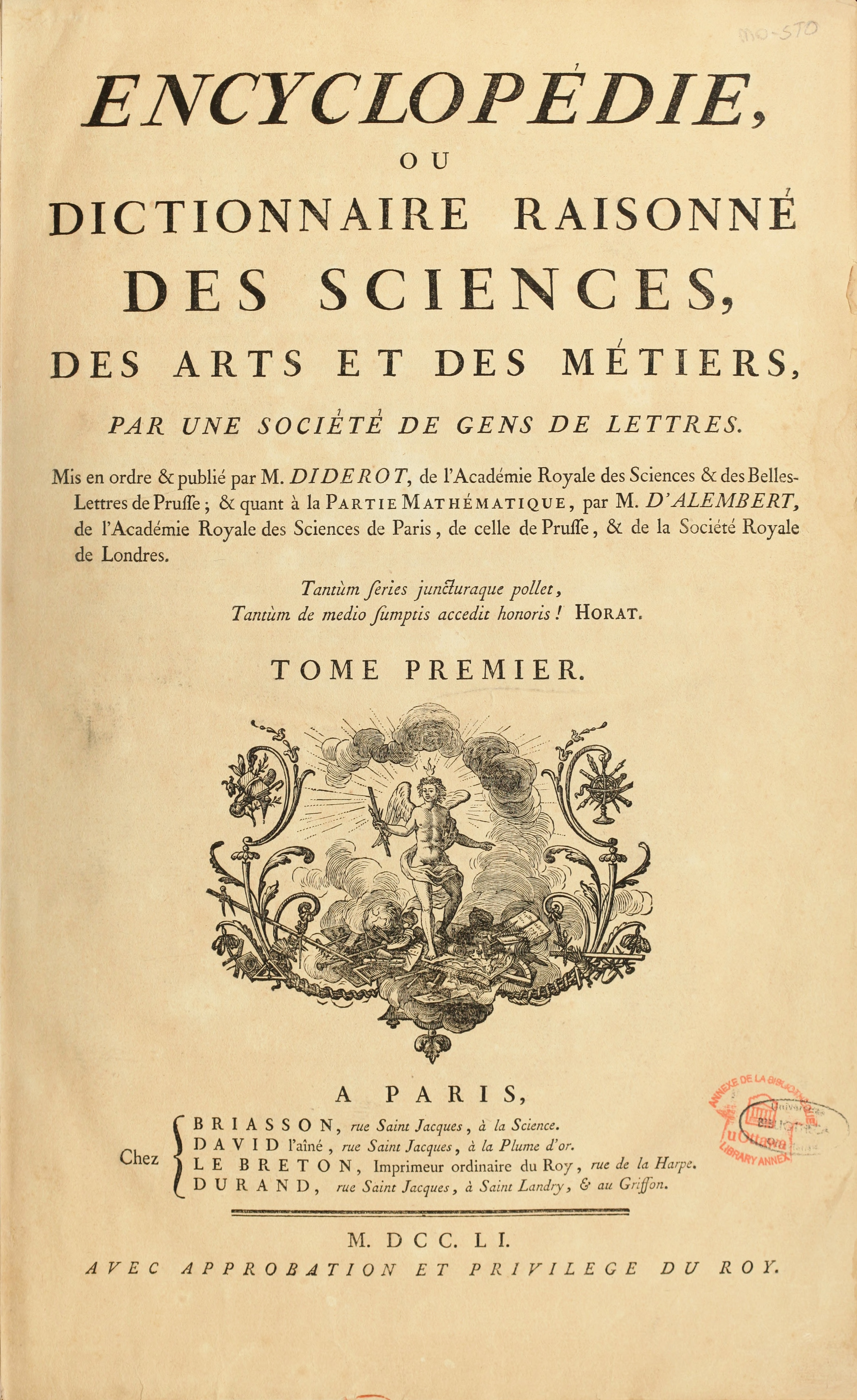
Титульный лист французской Энциклопедии Дидро и Д’Аламбера

Эпо́ха Просвеще́ния, эпо́ха «просвеще́ния» — одна из ключевых эпох (периода «долгого XVIII века») в истории европейской культуры, связанная с развитием научной, философской и общественной мысли.
В основе этого интеллектуального движения лежали рационализм и свободомыслие. Эпоха просвещения отделена от эпохи гуманизма эпохой религиозной реформации и католической реакции.
Начавшись в Англии под влиянием научной революции XVII века, это движение распространилось на Францию, Германию, Россию и охватило другие государства и страны Европы. Особенно влиятельными были французские просветители, ставшие «властителями дум». Принципы Просвещения были положены в основу североамериканской Декларации независимости и французской Декларации прав человека и гражданина.
Интеллектуальное движение этой эпохи оказало большое влияние на последовавшие изменения в этике и социальной жизни Европы и Америки, борьбу за национальную независимость американских колоний европейских стран, отмену рабства, формулирование прав человека. Кроме того, оно поколебало авторитет аристократии и влияние церкви на социальную, интеллектуальную и культурную жизнь.

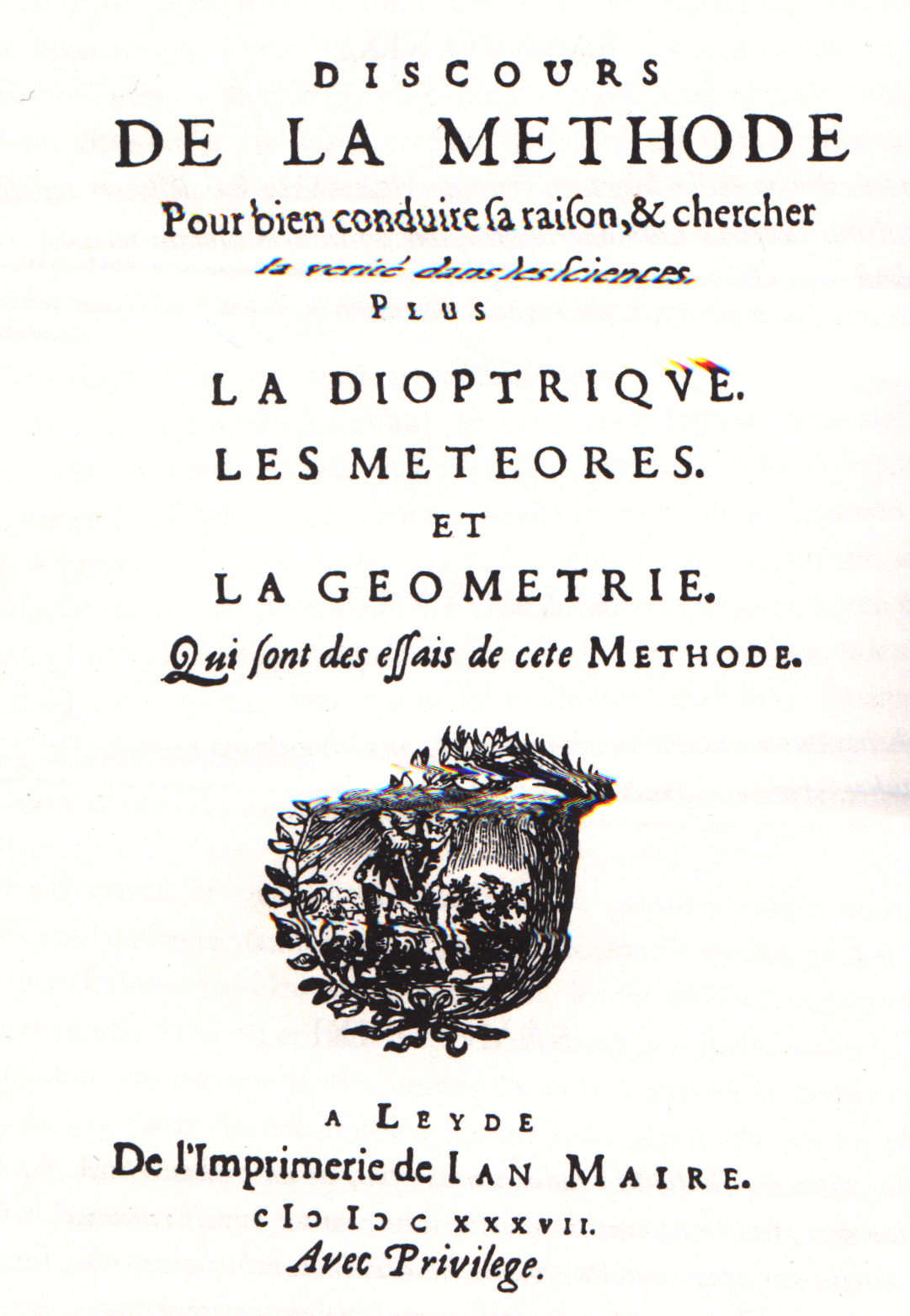
«Рассуждение о методе» Декарта

Собственно термин просвещение пришёл в русский язык, как и в английский (The Enlightenment) и немецкий (Zeitalter der Aufklärung) из французского (siècle des lumières) и преимущественно относится к философскому течению XVIII века. Вместе с тем, он не является названием некой философской школы, поскольку взгляды философов Просвещения нередко существенно различались между собой и противоречили друг другу. Поэтому просвещение считают не столько определённым направлением философской мысли, сколько комплексом идей. В основе философии Просвещения лежала критика существовавших в то время традиционных институтов, обычаев и морали.
Относительно датировки данной мировоззренческой эпохи единого мнения не существует. Одни историки относят её начало к концу XVII века (или даже к его середине), другие — к середине XVIII века. В XVII веке основы рационализма закладывал Декарт в своей работе «Рассуждение о методе» (1637). Конец эпохи Просвещения нередко связывают со смертью Вольтера (1778) (в том же году скончался Жан Жак Руссо) или с началом Наполеоновских войн (1803—1815). В то же время есть мнение о привязке границ эпохи Просвещения к двум революциям: «Славной революции» в Англии (1688) и Великой французской революции (1789).

## Сущность
В эпоху Просвещения происходил отказ от религиозного миропонимания и обращение к разуму как к единственному критерию познания человека и общества. Впервые в истории был поставлен вопрос о практическом использовании достижений науки в интересах общественного развития.
Учёные нового типа стремились распространять знание, популяризировать его. Знание не должно быть больше исключительным владением некоторых посвящённых и привилегированных, а должно быть доступно всем и иметь практическую пользу. Оно становится предметом общественной коммуникации, общественных дискуссий. В них теперь могли принимать участие даже те, кто традиционно был исключён из учёбы — женщины. Появились даже специальные издания, рассчитанные на них, например, в 1737 году книга «Ньютонианизм для дам» автора Франческо Альгаротти. Характерно, как Дэвид Юм начинает своё эссе об истории (1741):

Нет ничего, что я рекомендовал бы своим читательницам серьёзнее, чем изучение истории, ибо это занятие лучше других подходит одновременно их полу и образованию — гораздо более поучительно, чем их обычные книги для развлечения, и более интересно, чем те серьёзные произведения, что можно найти у них в шкафу.Оригинальный текст (англ.)There is nothing which I would recommend more earnestly to my female readers than the study of history, as an occupation, of all others, the best suited both to their sex and education, much more instructive than their ordinary books of amusement, and more entertaining than those serious compositions, which are usually to be found in their closets.— «Essay of the study of history» (1741).
Кульминацией этого стремления популяризировать знания стало издание Дидро и др. «Энциклопедии» (1751—1780) в 35 томах. Это был самый успешный и значительный «проект» века. Этот труд собрал воедино всё накопленное человечеством до того времени знание. В нём доступно объяснялись все стороны мира, жизни, общества, наук, ремесла и техники, повседневных вещей. И эта энциклопедия была не единственной в своём роде. Ей предшествовали другие, но только французская стала такой знаменитой. Так, в Англии Ефраим Чемберс в 1728 году опубликовал двухтомную «Циклопедию» (по-гречески «круговое обучение», слова «-педия» и «педагогика» — однокоренные). В Германии в 1731—1754 годах Йохан Цедлер издал «Большой универсальный лексикон» (Großes Universal-Lexicon) в 68 томах. Это была самая большая энциклопедия XVIII века. В ней было 284 000 ключевых слов. К сравнению: во французской «Энциклопедии» их было 70 000. Но, во-первых, она стала более знаменитой, и уже среди современников, потому что её писали знаменитейшие люди своего времени, и это было всем известно, в то время как над немецким лексиконом работало множество никому не известных авторов. Во-вторых: её статьи были более спорными, полемичными, открытыми духу времени, частично революционными; их вычёркивала цензура, были гонения. В-третьих: в то время международным научным языком был уже французский, а не немецкий.
Одновременно с общими энциклопедиями появляются и специальные, и для разных отдельных наук, которые тогда переросли в отдельный жанр литературы.
Латынь перестала быть научным языком. На её место приходит французский язык. Обычная же литература, ненаучная, писалась на национальных языках. Среди учёных разгорелся тогда большой спор о языках: могут ли современные языки вытеснить латынь. На эту тему, да и вообще о вопросе превосходства между античностью и современностью, Джонатан Свифт, знаменитый просветитель и автор «Путешествий Гулливера», написал, например, сатирический рассказ «Битва книг» (The Battle of the books), опубликованный в 1704 году. В притче о пауке и пчеле, содержащейся в этом рассказе, он прекрасно и остроумно выразил суть спора между сторонниками античной и современной литературы[уточнить][прояснить].
Основным стремлением эпохи было найти путём деятельности человеческого разума естественные принципы человеческой жизни (естественная религия, естественное право, естественный порядок экономической жизни физиократов и т. п.). С точки зрения таких разумных и естественных начал подвергались критике все исторически сложившиеся и фактически существовавшие формы и отношения (положительная религия, положительное право и т. п.).

## Периодизация по Г. Мэю
Во взглядах мыслителей этой эпохи много противоречий. Американский историк Генри Мэй выделял в развитии философии этого периода четыре фазы, каждая из которых в какой-то степени отрицала предыдущую.
Первой была фаза умеренного или рационального Просвещения, она ассоциировалась с влиянием Ньютона и Локка. Для неё характерен религиозный компромисс и восприятие Вселенной как упорядоченной и уравновешенной структуры. Эта фаза Просвещения является естественным продолжением гуманизма XIV—XV веков как чисто светского культурного направления, характеризующегося притом индивидуализмом и критическим отношением к традициям. Но эпоха Просвещения отделена от эпохи гуманизма периодом религиозной реформации и католической реакции, когда в жизни Западной Европы снова взяли перевес теологические и церковные начала. Просвещение является продолжением традиций не только гуманизма, но и передового протестантизма и рационалистического сектантства XVI и XVII веков, от которых он унаследовал идеи политической свободы и свободы совести. Подобно гуманизму и протестантизму, Просвещение в разных странах получало местный и национальный характер. С наибольшим удобством переход от идей реформационной эпохи к идеям эпохи Просвещения наблюдается в Англии конца XVII и начала XVIII веков, когда получил своё развитие деизм, бывший в известной степени завершением религиозной эволюции реформационной эпохи и началом так называемой «естественной религии», которую проповедовали просветители XVIII в. Существовало восприятие Бога как Великого Архитектора, почившего от своих трудов в седьмой день. Людям он даровал две книги — Библию и книгу природы. Таким образом, наряду с кастой священников выдвигается каста учёных.
Параллелизм духовной и светской культуры во Франции постепенно привёл к дискредитации первой за ханжество и фанатизм. Эту фазу Просвещения называют скептической и связывают с именами Вольтера, Гольбаха и Юма. Для них единственным источником нашего познания является непредубежденный разум. В связи с этим термином стоят другие, каковы: просветители, просветительная литература, просвещённый (или просветительный) абсолютизм. Как синоним этой фазы Просвещения употребляется выражение «философия XVIII века».
За скептической последовала революционная фаза, во Франции ассоциируемая с именем Руссо, а в Америке — Пейна и Джефферсона. Характерными представителями последней фазы Просвещения, получившей распространение в XIX в., являются такие философы как Томас Рид и Фрэнсис Хатчесон, возвратившиеся к умеренным взглядам, уважению к нравственности, законности и порядку. Эту фазу называют дидактической.

## Религия и мораль
Характерной просветительной идеей является отрицание всякого божественного откровения, в особенности это коснулось христианства, которое считалось первоисточником ошибок и суеверий. Вследствие чего выбор пал на деизм (Бог есть, но он лишь сотворил Мир, а дальше ни во что не вмешивается) как естественную религию, отождествленную с моралью. Не принимая во внимание материалистические и атеистические убеждения некоторых мыслителей данной эпохи, таких как Дидро, большинство просветителей были последователями именно деизма, которые посредством научных аргументов пытались доказать существование Бога и сотворение Им вселенной.
В эпоху Просвещения вселенная рассматривалась как поразительная машина, которая является действующей причиной, а не конечной. Бог же, после создания вселенной, не вмешивается в её дальнейшее развитие и всемирную историю, а человек в конце пути не будет ни осуждён, ни вознаграждён Им за свои деяния. Руководством для людей в их нравственном поведении становится лаицизм, превращение религии в естественную мораль, заповеди которой являются одинаковыми для всех. Новая концепция толерантности не исключает возможность исповедовать иные религии лишь в частной жизни, а не общественной.

### Роспуск Общества Иисуса
Отношение Просвещения к христианской религии и к её связи с гражданской властью были не везде одинаковы. Если в Англии борьба против абсолютной монархии была уже частично решена благодаря акту «Билль о правах» 1689 года, который официально положил конец религиозным преследованиям и отодвинул веру в сферу субъективно-индивидуальную, то в континентальной Европе Просвещение сохранило жёсткую неприязнь к католической церкви. Государства начали занимать позицию независимости внутренней политики от влияния папства, а также всё большего ограничения автономии курии в церковных вопросах.
Иезуиты, непримиримые защитники папского авторитета, на фоне роста конфликта между церковью и государством, а также общественного мнения, призывающего к уничтожению ордена, были изгнаны почти из всех европейских стран. В 1759 году они были вытеснены из Португалии, далее следует Франция (1762) и Испания (1769). В 1773 году папа Климент XIV опубликовал бреве Dominus ac Redemptor, в которой постановил распустить Общество Иисуса. Всё имущество ордена было конфисковано и, в большей его части, направлено на создание общественных мест, контролируемых государством. Однако иезуиты полностью не исчезли из Европы, так как в России Екатерина Великая, хоть и была весьма близка к идее Просвещения, отказалась публиковать папское бреве о роспуске.

## Историческое значение

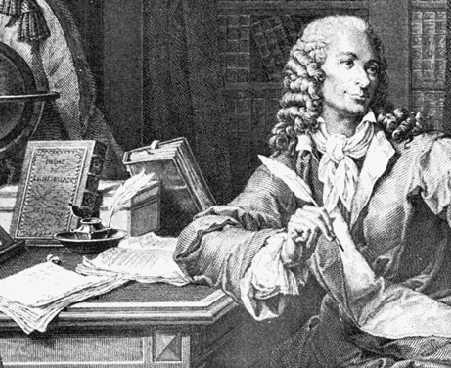
Портрет Вольтера из дворца прусского короля Фридриха Великого Сансусси. Гравюра П. Баку

Общеевропейское значение в XVIII в. получила французская просветительная литература в лице Вольтера, Монтескьё, Руссо, Дидро и др. писателей. Общая их черта — господство рационализма, направившего свою критику во Франции на вопросы политического и социального характера, тогда как немецкие просветители этой эпохи были более заняты разрешением вопросов религиозных и моральных.
Под влиянием идей Просвещения были предприняты реформы, которые должны были перестроить всю общественную жизнь (просвещённый абсолютизм). Но наиболее значительным последствием идей Просвещения стали Американская революция и Великая французская революция.
В начале XIX века просвещение вызвало против себя реакцию, которая, с одной стороны, была возвращением к старому теологическому миросозерцанию, с другой — обращением к изучению исторической деятельности, которая была в большом пренебрежении у идеологов XVIII века. Уже в XVIII веке делались попытки определения основного характера просвещения. Из этих попыток наиболее замечательная принадлежит Канту (Ответ на вопрос: что такое Просвещение?, 1784). Просвещение не есть замена одних догматических идей другими догматическими же идеями, а самостоятельное мышление. В этом смысле Кант противополагал просвещению просветительство и заявлял, что это просто свобода использовать свой собственный интеллект.
Современная европейская философская и политическая мысль, например, либерализм, во многом берёт свои основания из эпохи Просвещения (основателем экономического либерализма считается Джон Локк). Философы наших дней считают основными добродетелями Просвещения строгий геометрический порядок мышления, редукционизм и рационализм, противопоставляя их эмоциональности и иррационализму. В этом отношении либерализм обязан Просвещению своей философской базой и критическим отношением к нетерпимости и предрассудкам. Среди известных философов, придерживающихся подобных взглядов — Берлин и Хабермас.
Идеи Просвещения лежат также в основе политических свобод и демократии как базовых ценностей современного общества, а также организации государства как самоуправляемой республики, религиозной толерантности, рыночных механизмов, капитализма, научного метода. Начиная с эпохи Просвещения, мыслители настаивают на своём праве искать истину, какой бы она ни была и чем бы она ни угрожала общественным устоям, не подвергаясь при этом угрозам быть наказанными «за Правду».
После Второй мировой войны вместе с рождением постмодернизма некоторые особенности современной философии и науки стали рассматриваться как недостатки: чрезмерная специализация, невнимание к традиции, непредсказуемость и опасность непредвиденных последствий, а также нереалистическая оценка и романтизация деятелей Просвещения. Макс Хоркхаймер и Теодор Адорно даже считали идеологию Просвещения «тоталитарной системой», приведшей, в частности, к фашизму и Холокосту.
В общем Эпоха Просвещения была периодом, когда мышление людей в Европе и Америке начало смещаться от традиционных религиозных и феодальных убеждений к более рациональному, научному и образованному подходу к миру. Она затронула различные аспекты общества, включая философию, науку, политику, религию, литературу и искусство.
Что происходило во времена Просвещения:
1. Развитие науки и образования: В это время акцент переместился с догматического вероучения на исследование и эксперименты. Благодаря этому были сделаны значительные открытия в различных областях науки, таких как физика, химия, биология и астрономия. Образование стало доступнее для широких слоев населения, что способствовало распространению знаний и развитию общества.
2. Философия и идеи: Просвещение подняло вопросы о природе правительства, правах человека, свободе совести и равенстве. Философы, такие как Вольтер, Рене Декарт, Джон Локк, развивали идеи об общественном договоре, свободе личности и разумном правлении.
3. Политические изменения: Идеи Просвещения о свободе, равенстве и справедливости влияли на политические системы. Это время также ознаменовалось выходом за рамки монархического правления и утверждением конституционных и республиканских форм правления.
4. Литература и искусство: Литература и искусство эпохи Просвещения отражали новые идеи и ценности. Работы Джонатана Свифта, Даниэля Дефо, Жан-Жака Руссо и других писателей стали символами протеста против социальных неравенств и деспотизма.
- Томас Аббт (1738—1766), Германия, философ и математик.
- Маркиз де Сад (1740 — 1814), Франция, философ, основоположник учения абсолютной свободы — либертинизма.
- Жан ле Рон д’Аламбер (1717—1783), Франция, математик и врач, один из редакторов французской Энциклопедии
- Бальтазар Беккер (1634—1698), Голландия, ключевая фигура раннего Просвещения. В своей книге De Philosophia Cartesiana (1668 г.) разделял теологию и философию и утверждал, что Природу так же нельзя понять из Писания, как и теологическую истину вывести из законов Природы.
- Пьер Бейль (1647—1706), Франция, литературный критик. Одним из первых выступал за религиозную толерантность.
- Чезаре Беккариа (1738—1794), Италия. Приобрел широкую известность благодаря сочинению О преступлениях и наказаниях (1764).
- Людвиг ван Бетховен (1770—1827), Германия, композитор.
- Джордж Беркли (1685—1753), Англия, философ и церковный деятель.
- Юстус Хеннинг Бемер (1674—1749), Германия, юрист и церковный реформатор.
- Джеймс Босуэлл (1740—1795), Шотландия, писатель.
- Леклер де Бюффон (1707—1788), Франция, естествоиспытатель, автор L’Histoire Naturelle.
- Эдмунд Бёрк (1729—1797), Ирландия, политик и философ, один из ранних основателей прагматизма.
- Джеймс Бернет (1714—1799), Шотландия, юрист и философ, один из основателей лингвистики.
- Маркиз де Кондорсе (1743—1794), Франция, математик и философ.
- Екатерина Дашкова (1743—1810), Россия, литератор, президент Российской академии
- Дени Дидро (1713—1784), Франция, литератор и философ, основатель Энциклопедии.
- Французские энциклопедисты
- Бенджамин Франклин (1706—1790), США, ученый и философ, один из отцов-основателей Соединенных Штатов и авторов Декларации независимости.
- Бернар Ле Бовье де Фонтенель (1657—1757), Франция, ученый и писатель-популяризатор науки.
- Виктор Д’Юпай (1746—1818), Франция, писатель и философ, автор термина коммунизм.
- Эдуард Гиббон (1737—1794), Англия, историк, автор Истории упадка и падения Римской империи.
- Иоганн Вольфганг фон Гёте (1749—1832), Германия, поэт, философ и естествоиспытатель.
- Олимпия де Гуж (1748—1793), Франция, писатель и политический деятель, автор «Декларации прав женщины и гражданки» (1791), заложившей основы феминизма.
- Йозеф Гайдн (1732—1809), Германия, композитор.
- Клод Адриан Гельвеций (1715—1771), Франция, философ и литератор.
- Иоганн Готфрид Гердер (1744—1803), Германия, философ, теолог и лингвист.
- Томас Гоббс (1588—1679), Англия, философ, автор Левиафана, книги, заложившей основы политической философии.
- Поль Анри Гольбах (1723—1789), Франция, философ-энциклопедист, одним из первых объявил себя атеистом.
- Роберт Гук (1635—1703), Англия, естествоиспытатель-экспериментатор.
- Дэвид Юм (1711—1776), Шотландия, философ, экономист.
- Томас Джефферсон (1743—1826), США, философ и политический деятель, один из отцов-основателей Соединенных Штатов и авторов Декларации независимости, защитник «права на революцию».
- Гаспар Мельчор де Ховельянос (1744—1811 гг.), Испания, юрист и политический деятель.
- Иммануил Кант (1724—1804), Германия, философ и естествоиспытатель.
- Гуго Коллонтай (1750—1812), Польша, теолог и философ, один из авторов польской конституции 1791 г.
- Игнацы Красицкий (1735—1801), Польша, поэт и церковный деятель.
- Антуан Лавуазье (1743—1794 г.), Франция, естествоиспытатель, один из основателей современной химии и авторов закона Ломоносова-Лавуазье.
- Готфрид Лейбниц (1646—1716), Германия, математик, философ и юрист.
- Готхольд Эфраим Лессинг (1729—1781), Германия, драматург, критик и философ, создатель немецкого театра.
- Карл Линней (1707—1778), Швеция, ботаник и зоолог.
- Джон Локк (1632—1704), Англия, философ и политический деятель.
- Пётр I (1672—1725), Россия, царь-реформатор.
- Феофан Прокопович (1681—1736), Россия, церковный деятель и литератор.
- Антиох Кантемир (1708—1744), Россия, литератор и дипломат.
- Василий Татищев (1686—1750), Россия, историк, географ, экономист и государственный деятель.
- Фёдор Волков (1729—1763), Россия, актёр, основатель русского театра.
- Александр Сумароков (1717—1777), Россия, поэт и драматург.
- Михайло Ломоносов (1711—1765), Россия, естествоиспытатель и поэт, один из авторов закона Ломоносова-Лавуазье.
- Иван Дмитревский (1736—1821), Россия, актёр и драматург.
- Иван Шувалов (1727—1797), Россия, государственный деятель и меценат.
- Екатерина II (1729—1796), Россия, императрица, меценат и литератор.
- Александр Радищев (1749—1802), Россия, писатель и философ.
- Михаил Щербатов (1733—1790), Россия, историк и публицист.
- Иван Бецкой (1704—1795), Россия, государственный деятель.
- Платон (Левшин) (1737—1812), Россия, церковный деятель и историк церкви.
- Денис Фонвизин (1745—1792), Россия, литератор.
- Владислав Озеров (1769—1816), Россия, поэт и драматург.
- Яков Княжнин (1742—1791), Россия, писатель и драматург.
- Гавриил Державин (1743—1816), Россия, поэт и государственный деятель.
- Николай Шереметев (1751—1809), Россия, меценат.
- Христлиб Фельдштраух (1734–1799), Россия, Германия, преподаватель, философ.  Автор   Наблюдений о человеческом духе и его отношении к миру
- Себастьян Жозе Помбал (1699—1782), Португалия, государственный деятель.
- Бенито Фейжоо (1676—1764), Испания, церковный деятель.
- Шарль Луи Монтескьё (1689—1755), Франция, философ и правовед, один из авторов теории разделения властей.
- Леандро Фернандец де Моратин (1760—1828), Испания, драматург и переводчик.
- Вольфганг Амадей Моцарт (1756—1791), Германия, композитор.
- Исаак Ньютон (1643—1727), Англия, математик и естествоиспытатель.
- Николай Новиков (1744—1818), Россия, литератор и филантроп.
- Доситей Обрадович (1742—1811), Сербия, писатель, философ и лингвист.
- Томас Пейн (1737—1809), США, литератор, критик Библии.
- Франсуа Кёне (1694—1774), Франция, экономист и врач.
- Томас Рид (1710—1796), Шотландия, церковный деятель и философ.
- Жан-Жак Руссо (1712—1778), Франция, писатель и политический философ, автор идеи «общественного договора».
- Адам Смит (1723—1790), Шотландия, экономист и философ, автор знаменитой книги Исследование о природе и причинах богатства народов.
- Барух Спиноза (1632—1672), Голландия, философ.
- Эммануил Сведенборг (1688—1772), Швеция, теолог и естествоиспытатель.
- Алексис Токвиль (1805—1859), Франция, историк и политический деятель.
- Вольтер (1694—1778), Франция, писатель и философ, критик государственной религии.
- Адам Вейсгаупт (1748—1830), Германия, правовед, основатель тайного общества иллюминатов.
- Джон Уилкс (1725—1797), Англия, публицист и политик.
- Иоганн Иоахим Винкельман (1717—1768), Германия, искусствовед.
- Христиан фон Вольф (1679—1754), Германия, философ, юрист и математик.
- Мэри Уолстонкрафт (1759—1797), Англия, писатель, философ и феминистка.